# Pieter van Stuivenberg
Pieter Anthonie van Stuivenberg (14 april 1905 – 11 april 1985) was een Nederlands architect, die zowel in Aruba als in Curaçao werkzaam is geweest. Zijn bouwwerken nemen in de architectuurgeschiedenis van Aruba en Curaçao een belangrijke positie in.

## Biografie

### Leven en Werk
Van Stuivenberg bezocht de Middelbaar Technische School in Utrecht en was lid van de Bond van Architecten (Bond Bouwkundigen Utrecht B.B.U.). Hierna studeerde hij nog 3 jaren in de watertechnische vakken en ging hij in 1927 aan het werk bij de Provinciale Waterleiding Noord-West Brabant. Uitgezonden naar Curaçao door het Departement van Koloniën trad van Stuivenberg op 1 maart 1928 in dienst bij de Landswatervoorzieningsdienst Nederlandse Antillen (LWV) als chef van de technische dienst. Vanaf 1 januari 1948 was hij directeur als opvolger van R.J. (Shon Hensy) Beaujon. Op zijn zilveren ambtsjubileum in 1953 kreeg hij voor zijn belangrijk werk een erkenning als Ridder in de Orde van Oranje-Nassau. Na zijn pensionering in 1955 repatrieerde hij naar Nederland, doch 5 jaar later vestigde hij zich wederom te Curaçao waar hij een financieel, technisch en economisch adviesbureau exploiteerde. Hij overleed op 80-jarige leeftijd.

### Bouwwerken
Als bouwkundige was van Stuivenberg zeer productief, zowel binnen als buiten zijn werk. Zo wordt het ontwerp van alle gebouwen van de LWV uit de periode 1930-1950 op Aruba en Curaçao aan hem toegeschreven. De gebouwen betroffen kantoren, magazijnen, opslagplaatsen, waterreservoirs en watertorens. Hij heeft ook privéwoningen, kantoren en theaters ontworpen.

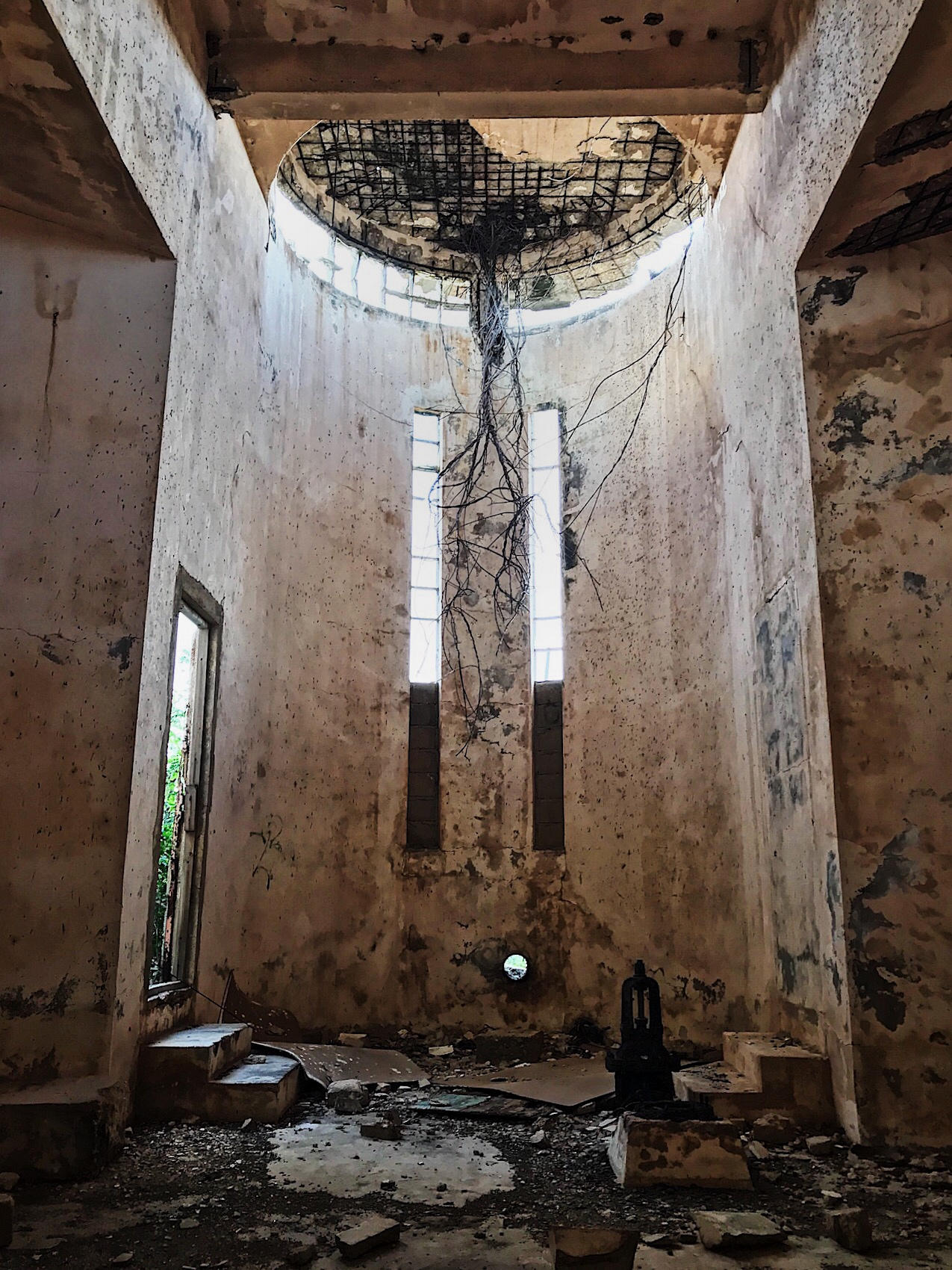
Interieur waterreservoir Kibaima, eerste bouwwerk in Aruba in de stijl Nieuwe Bouwen/Art Deco

Lijst van werken, die de status van beschermd monument hebben of op de nominatielijst staan:
- Waterreservoir Kibaima, Aruba (1932)
- Watertoren San Nicolas, Bernardstraat, San Nicolas, Aruba (1939)
- Watertoren Oranjestad, J.G. Emanstraat, Oranjestad, Aruba (1939)
- Voorraad-reservoir op Scharloo, Curaçao
- LWV-waterreservoir op Seru di Ararat, Curaçao
- KNSM-gebouw, Breedestraat, Willemstad, Curaçao (1939)
- Theater Cinelandia aan het Hendrikplein te Pietermaai, Willemstad, Curaçao (1941)
- Theater Westend aan het Brionplein, Willemstad, Curaçao (1941, gesloopt)
- Hoofdgebouw AquaElectra te Mundo Nobo, Willemstad, Curaçao (1952) en twee villa's (1953) op het terrein
- Showroomcomplex Palais Royal te Salinja, Curaçao (1953)

### Bouwstijl
Van Stuivenberg was een exponent van de modernistische architectuur, die tussen 1920 en 1940 ontstond en opbloeide in Europa. Kenmerkend voor deze stijl is het streven naar functionaliteit. Materialen als staal en beton maakten nieuwe constructies mogelijk, waardoor gebouwen een specifieke bestemming konden krijgen als fabriek, kantoor, bioscoop of ziekenhuis.. Juist dankzij de modernistische architectuur kon van Stuivenberg zich kunstzinnige vrijheid in zijn ontwerpen permitteren. De twee watertorens op Aruba en de twee theaters op Curaçao zijn een mengeling van de stijlvormen van nieuwe bouwen en Amerikaanse art deco of tropical deco.

### Afbeeldingen

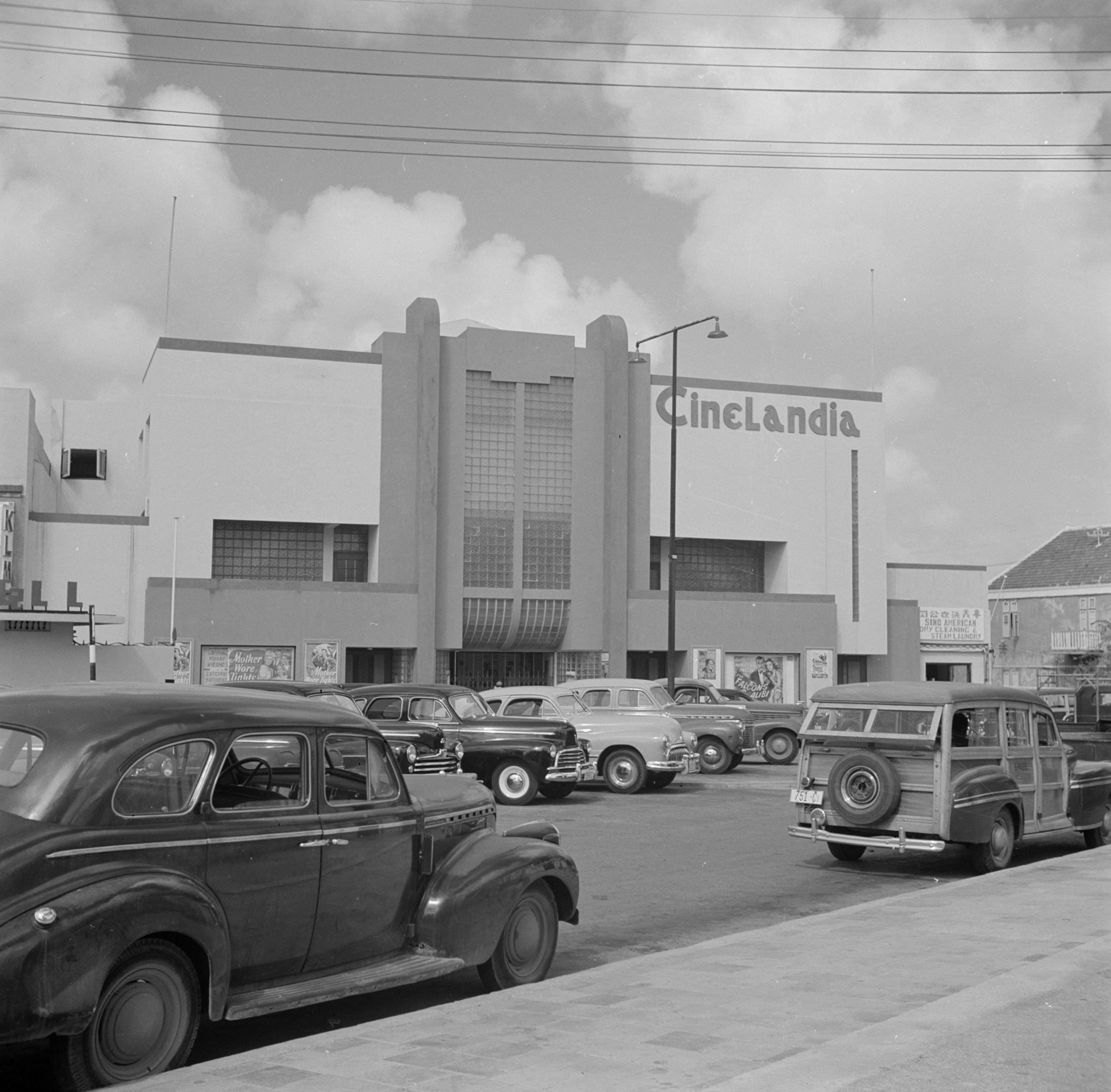
Cinelandia
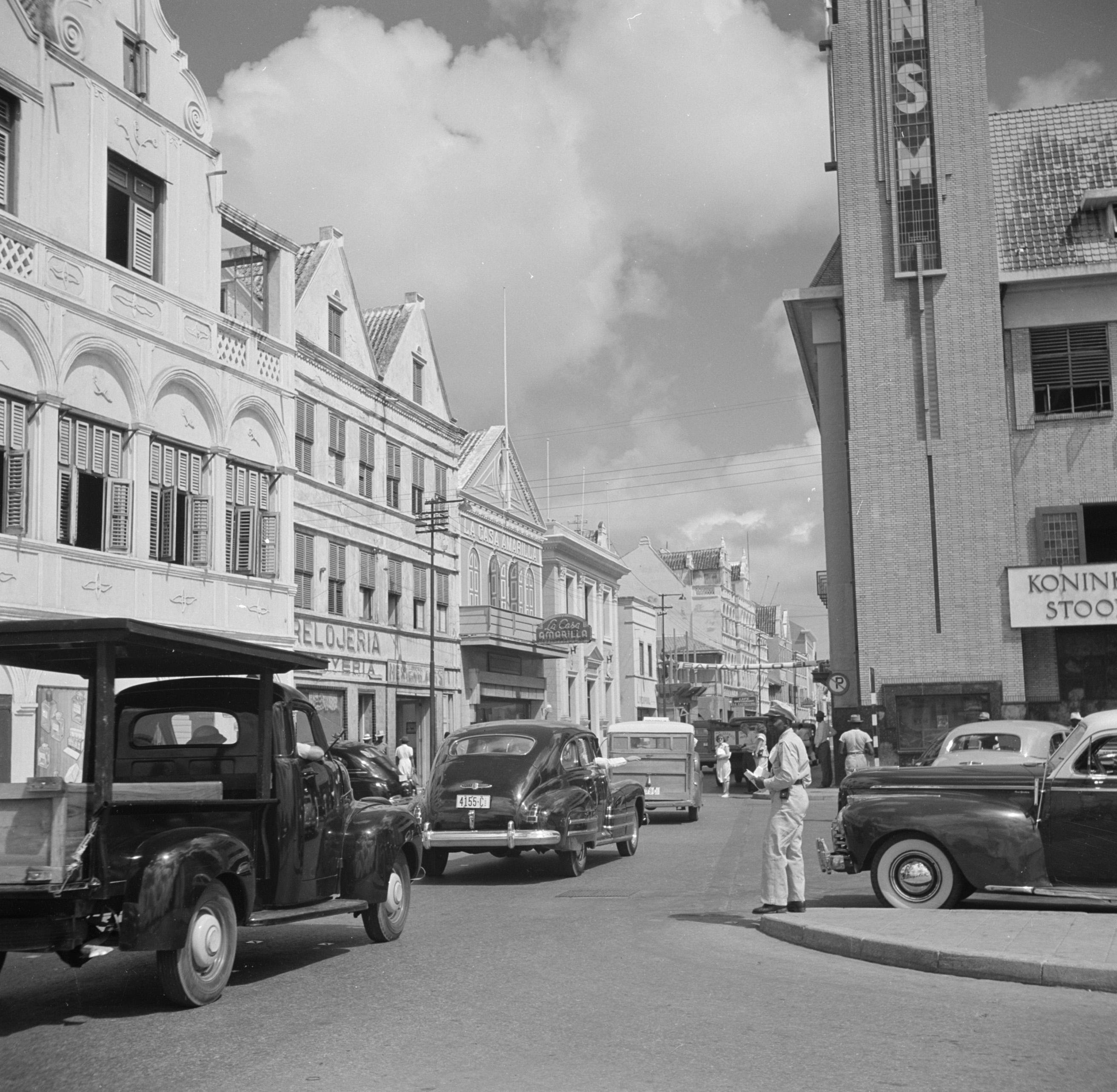
KNSM-gebouw (rechts)
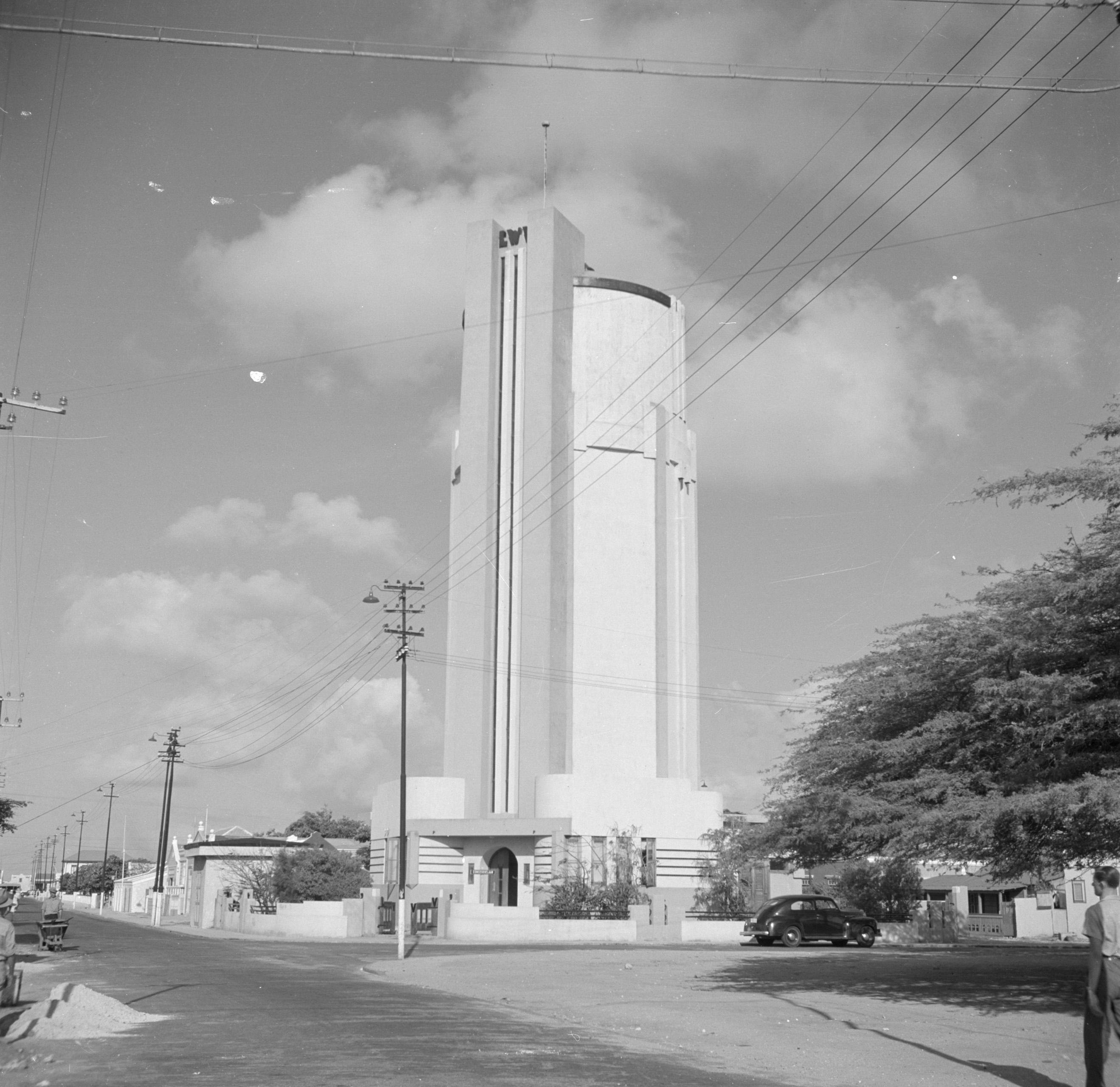
Watertoren Oranjestad
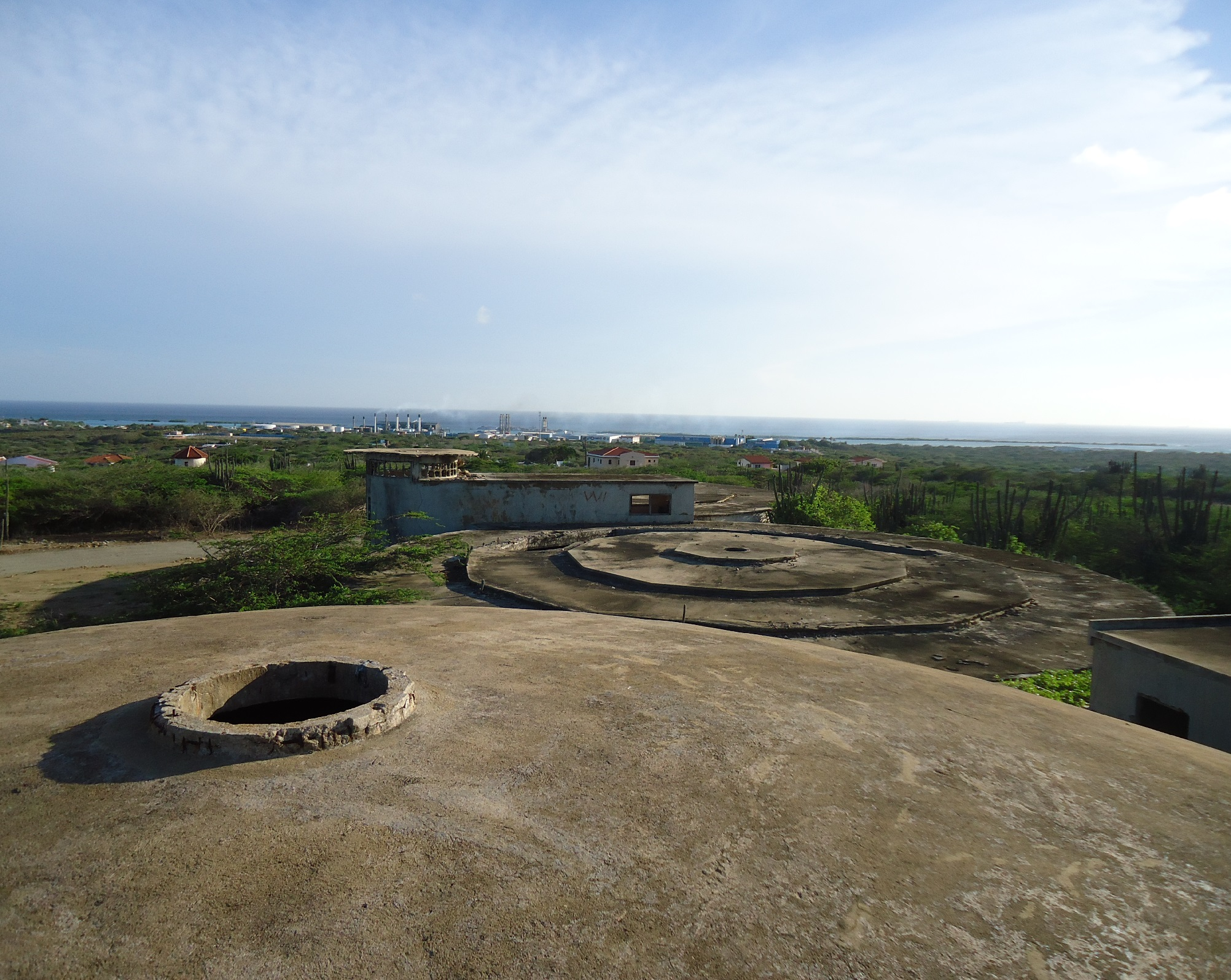
Zicht op waterreservoir Kibaima

### Trivia
Samen met Frans van Drimmelen, chef van LWV op Aruba, maakte van Stuivenberg een ontwerp voor de bouw van een zinkertunnel onder de Sint Annabaai. De tunnel zou de stadsdelen van Willemstad, Punda en Otrobanda, dag en nacht verbinden zonder onderbreking van het land- of zeeverkeer. Dit revolutionair plan bood hij in 1943 aan de Staten aan als alternatief voor de veerbootdienst en de pontonbrug, de Koningin Emmabrug. Een vaste brugverbinding, de hoge Koningin Julianabrug, werd pas in 1974 gerealiseerd.